# رودولفو باركر
رودولفو باركر (بالإسبانية: Rodolfo Parker)‏ هو سياسي سلفادوري، ولد في 1 نوفمبر 1957 بسان سلفادور في السلفادور. حزبياً، نشط في Christian Democratic Party (El Salvador) ‏. وقد انتخب كاتب عام.